# São Sebastião, São Paulo
São Sebastião là một đô thị ở bang São Paulo. Dân số năm 2015 ước khoảng 83.020 người với diện tích 400 km², mật độ dân số 208 người/km². 

## Sông ngòi
- Sông Camboriú
- Oceano Atlântico

## Các xa lộ
- SP-55